# 설폰아마이드

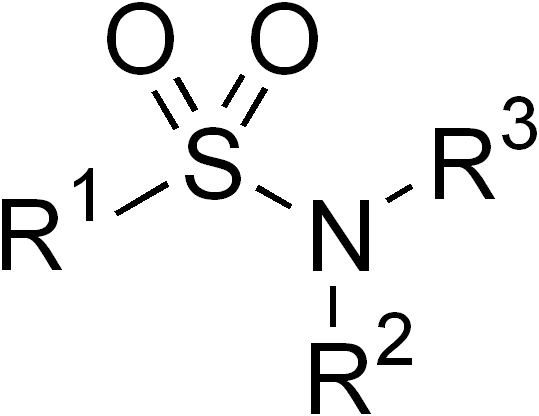
설폰아마이드기의 구조

설폰아마이드(Sulfonamide) 작용기는 화학에서 아민기에 연결된 설포닐기의 하나로 화학식은 -S(=O)2-NH2이다. 상대적으로 이 기는 무반응적이다.

## 합성
설폰아마이드는 연구실에서 수많은 방법으로 준비가 가능하다. 전통적인 방법은 아래와 같다.
RSO2Cl + R2NH → RSO2NR2 + HCl

## 같이 보기
- 설파제